# Teambildung

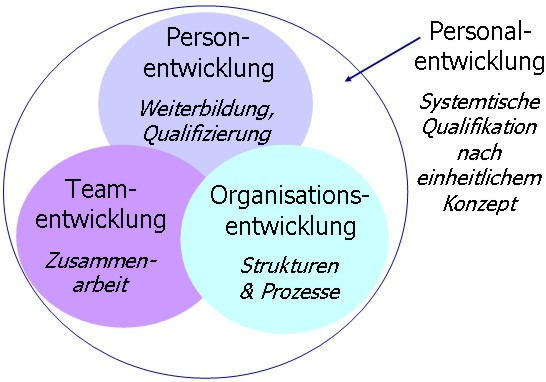
Teamentwicklung im Rahmen der Personalentwicklung

Als Teambildung oder Teamentwicklung werden innerhalb der Personalentwicklung und des Sports die Phasen und Strukturen der Zusammensetzung von kleinen Gruppen bezeichnet, die unmittelbar miteinander in Kontakt treten, um in arbeitsteiliger Verantwortung ein Ziel zu erreichen. Im Rahmen der Arbeitsorganisation wird die Teamarbeit seit den 1970er-Jahren erprobt, um die Produktivität zu steigern und die negativen Folgen des Taylorismus einzudämmen.

## Definitionen
Teamarbeit soll nicht dem Zufall überlassen werden; aus diesem Grund hat die Teamentwicklung unter anderem das Ziel, ein positives Arbeitsklima zu schaffen und eine vertrauensvolle Zusammenarbeit zu gewährleisten.
Teambildung/-entwicklung kann dabei zum einen ein Prozess sein, den Arbeitsgruppen und Teams im Verlauf ihres Bestehens automatisch phasenweise durchlaufen, zum anderen auch ein aktiv gesteuerter Prozess, der der Verbesserung der Zusammenarbeit von Mitarbeitern, insbesondere bei zeitlich befristeten Projekten dient.
Es sollen Kooperationsbereitschaft und Teamgeist gefördert werden, um die Arbeitseffizienz des Teams zu steigern. Dabei ist zu beachten, dass nicht nur die effiziente Zusammenarbeit innerhalb des Teams gewährleistet ist, sondern auch die Zusammenarbeit zwischen dem Team und dem Vorgesetzten. Zudem sollen Unzufriedenheiten in den Teams beseitigt werden.
Teamentwicklungsmaßnahmen bestehen zumeist aus der Analyse der aktuellen Ist-Situation und deren Aufarbeitung (Was läuft schlecht und warum? Was muss verbessert werden? etc.) und Gruppenübungen zur Verdeutlichung der Mechanismen und Dynamik von Teams.
Oft werden dabei nicht nur Kompetenzen einzelner Teammitglieder oder der ganzen Gruppe (z. B. Kommunikation) optimiert, sondern auch Strukturen der Zusammenarbeit neu geordnet. Als Methoden kommen dabei neben Training und Coaching moderierte Workshops, Feedback-Techniken oder Outdoor Training zum Einsatz.

## Ablauf von Teamentwicklungsmaßnahmen
Francis & Young haben im Jahr 1989 einen prototypischen Ablauf von Teamentwicklung vorgestellt:
- zunächst existiert ein Wunsch nach Veränderung. Ist eine gute Zusammenarbeit in dem Team nicht mehr gewährleistet, so muss der  Vorgesetzte einen internen oder externen Berater beauftragen, ihn bei der Teamentwicklung zu unterstützen.
- Beim ersten Kontakt mit dem Berater gilt es zu klären, wie das Team zusammengesetzt ist und wie es bisher arbeitet, um ein Teamentwicklungskonzept zu erarbeiten.
- Der Berater erstellt ein vorläufiges Konzept und bespricht dieses mit dem Vorgesetzten. Bei Bedarf kann dieses angepasst werden.
- Im Team wird anschließend zunächst das Problem gemeinsam definiert und die Ursachen werden analysiert.
- Der nächste Schritt ist die Festlegung des zukünftigen Soll-Zustandes.
- Anschließend wird das Problem behandelt und es werden Ziele für die Zukunft aufgestellt.
- Abschließend erfolgt die Erfolgskontrolle hinsichtlich der Ziele.

## Begriffliche Abgrenzung
Oft wird der Begriff Team durch Synonyme wie Kollegium, Ausschuss, Komitee, Gremium ersetzt oder mit Gruppenarbeit gleichgesetzt. Ein Team ist zwar auch eine Gruppe, aber nicht jede Gruppe ist ein Team. Teams können von Gruppen anhand folgender Kriterien unterschieden werden:
- Ein Team ist in der Regel eine Kleingruppe, bei der alle Mitglieder unmittelbar, d. h. von Angesicht zu Angesicht, in Kontakt treten.
- Es wird als eine relativ dauerhafte oder zumindest für einen längeren Zeitraum gebildete Arbeitsgruppe definiert.
- Es handelt sich also hierbei um eine zielorientierte Gemeinschaft.
- Der Arbeitsstil eines Teams ist durch kooperatives Interagieren und kollektive Verantwortung gekennzeichnet.
- Im Gegensatz zur Gruppe ist ein Team eine hierarchieübergreifende kleine funktionsgegliederte Arbeitsgruppe.
- Ein Team ist durch einen ausgeprägten Gemeinschaftsgeist (teamspirit), und eine relativ starke Gruppenkohäsion geprägt.

## Allgemeine Anforderungen
Teams sollten vor allem bei zunehmender Aufgabenkomplexität gebildet werden, da Informationsverarbeitung, Steuerung und Verantwortung nicht mehr problemlos von Einzelpersonen gehandhabt werden können. Hierbei ist es wichtig darauf zu achten, dass die Teammitglieder möglichst unterschiedliche Qualifikationen besitzen, um sich gegenseitig optimal zu ergänzen. Einerseits kann die Teambildung als ein Lebenszyklus gesehen werden, der der Verantwortung jedes einzelnen Mitgliedes unterliegt. Die Bildung ist ein immer wiederkehrender Prozess, indem eine klare und einzigartige Identität entwickelt wird.
Andererseits trägt eine vorgesetzte Stelle auch immer die qualitative Verantwortung für die optimale Zusammenstellung der benötigten Ressourcen in einem Team. So müssen die einzelnen Wünsche und Ambitionen der Teammitglieder berücksichtigt werden, um dadurch den Beitrag jedes einzelnen erkennen zu können. Teambildung ist somit keine kurzfristige Angelegenheit und bezieht sich auch nicht nur auf einzelne Teammitglieder. Eine weitere Ursache für Teambildung findet sich in den Demokratisierungstendenzen und im gesellschaftlichen Wertewandel von Organisationen. Diese führten zu einer Legitimationskrise hierarchisch-direktiver Strukturen und begünstigten den Aufbau partizipativer Organisationsformen.

## Phasenmodell nach Tuckman und Klotz
Bruce Tuckman, ein US-amerikanischer Psychologe, entwickelte 1965 ein Phasenmodell für die Teamentwicklung.
Das Modell von Tuckman beschreibt vier aufeinander folgende Entwicklungsschritte für Gruppen
(Forming, Storming, Norming und Performing). Im Jahr 1977 wurde das Modell um eine fünfte Phase (Adjourning) ergänzt. Die 6. Stufe wurde von Klotz im Jahr 2000 entworfen. 
- Forming – die Einstiegs- und Findungsphase (Kontakt)

Die erste Phase ist durch Unsicherheit und Verwirrung gekennzeichnet. Es geht zunächst darum, dass die Teammitglieder sich miteinander bekannt machen und ihre Zugehörigkeit zur Gruppe absichern. Erste Ziele und Regeln werden definiert und die Gruppe wendet sich langsam der Aufgabe zu, doch die Beziehungen der Teammitglieder untereinander sind noch unklar.
- Storming – die Auseinandersetzungs- und Streitphase (Konflikt)

In der zweiten Phase, dem Storming, kommt es häufig zu Unstimmigkeiten über Prioritätensetzungen wenn die Teammitglieder unterschiedliche Ziele verfolgen. Es kommt zu Machtkämpfen um die Führungsrolle und den Status in der Gruppe, dadurch entstehen Spannungen zwischen den Teammitgliedern. Die Beziehungen sind eher konfliktbeladen, im schlimmsten Fall sogar feindselig, doch es erfolgen erste Abstimmungen über die Arbeitsorganisation.  In dieser Phase ist die Leistung der Gruppe eher gering.
- Norming – die Regelungs- und Übereinkommensphase (Kontrakt)

In der Phase des Norming werden Normen und Regeln diskutiert oder durch stillschweigende Übereinkunft gefunden und eingehalten. Die Teammitglieder haben ihre Rollen gefunden und es wird verstärkt kooperiert. Die Beziehungen sind harmonischer, die gegenseitige Akzeptanz steigt und das Team wendet sich verstärkt seiner Aufgabe zu.
- Performing – die Arbeits- und Leistungsphase (Kooperation)

In der Phase Performing pendelt sich die Leistung der Teammitglieder auf einer gleichbleibenden Ebene ein. Das Team handelt geschlossen und orientiert sich an dem gemeinsamen Ziel. Es herrscht eine Atmosphäre von Anerkennung, Akzeptanz und Wertschätzung.
Die Teammitglieder arbeiten erfolgreich zusammen. Rollen können durchaus flexibel zwischen Personen wechseln. Das Team geht offen miteinander um, kooperiert und hilft sich gegenseitig. Aus diesem Grund läuft die Aufgabenbearbeitung erfolgreich.
- Adjourning – die Auflösungsphase[14]

Die fünfte Phase, Adjourning, wurde durch Tuckman im Jahr 1977 in das Phasenmodell ergänzt.
Nicht für alle Teams ist die fünfte Phase relevant. Die Phase des Adjourning bezieht sich auf die Gruppen, die längerfristig zusammenarbeiten, doch nach Abschluss ihres Auftrags getrennte Wege gehen. Zum Beispiel Mitglieder eines Projektteams, die nach Abschluss eines Projekts in ein anderes Projektteam wechseln oder sich wieder um ihre Aufgaben aus dem Tagesgeschäft kümmern, sind von der Adjourning-Phase betroffen. Teammitglieder sind häufig traurig über das bevorstehende Ende und machen sich Sorgen über die Zeit nach der Arbeit im Team. Organisationen ist zu empfehlen eine abschließende Dokumentation über die Arbeit des Teams zu erstellen, die den anderen Mitarbeitern auch noch zu einem späteren Zeitpunkt hilft, mögliche Fehler zu finden und zu beheben oder erfolgreiche Prozesse auf andere Aufgaben zu transferieren.
- Endjourning – Die Wiederzusammenkommensphase

Zu beachten ist, dass die einzelnen Phasen auch wiederholt durchgemacht werden können, wenn ein neues Teammitglied in ein bestehendes Team eintritt oder sich eine Änderung der Aufgabenstellung ergibt. Durch die Teilnahme an einem Team haben die Teammitglieder das Gefühl, etwas Größeres zu leisten und dazuzugehören. Durch dieses Gefühl steigern sich das Selbstwertgefühl und die Motivation der Mitglieder, was sich wiederum positiv auf die Arbeit auswirkt. Von einem gut funktionierenden Team kann erst dann gesprochen werden, wenn die Gemeinschaftsleistung die Summe der Einzelleistungen übersteigt.
Tuckmans Phasenmodell ist eine grob vereinfachende Beschreibung. Die Darstellung suggeriert einen Automatismus, der keinesfalls mühelos ist, sondern das Ergebnis intensiver Arbeit durch die Teammitglieder. Die prägenden Einflüsse sind Führungsperson, Mitarbeiter, Aufgabe und Umwelt. Manche Gruppe erreicht nie das Stadium der Arbeitsphase, bei anderen scheint es keine Konfliktphase zu geben.

### Zusammensetzung
Auch die Zusammensetzung eines Teams, ob homogen oder heterogen, beeinflusst die Teambildung. Homogene Teams haben zwar tendenziell geringere Koordinationskonflikte, verfügen jedoch nur über eine geringere Ressourcenvielfalt. Heterogene Teams weisen zwar Leistungsvorteile auf, sind jedoch etwas instabil. Der erhöhte Koordinationsaufwand zur Nutzung der Ressourcenvielfalt und die übersteigerte Integration im Sinne des Groupthink-Phänomens, bei dem ein Team voreilig und selektiv, d. h. unter Vernachlässigung wesentlicher Informationen, Konsens erzielt, ist für die Leistung des Teams hinderlich.

## Teaminterventionen nach West
Teaminterventionen können nach West (1994) in fünf Hauptformen untergliedert werden:
1. Team start-ups,
2. Regular formal reviews,
3. Addressing known task related problems,
4. Identifying what the problems are,
5. Social process interventions

Diese Maßnahmen erfordern jeweils unterschiedliche Vorgehensweisen die im Folgenden näher erläutert werden.
- Die Interventionen, die unter den sogenannten “team start-ups” verstanden werden, zielen auf Teams ab, die gerade ihre Arbeit beginnen.  Es stehen Fragen im Vordergrund wie die nach den Zielen, Strategien, Arbeitsabläufen und Rollen. Dabei hat der Beginn einen signifikanten Einfluss auf die spätere Entwicklung und Effektivität des Teams, insbesondere im Fall einer Krise.[15]
- Ein Rückblick bzw. eine Standortbestimmung im Bezug auf die Arbeit im Team sollte in regelmäßigen Abständen stattfinden. Interventionen dieser Art werden als “regular formal reviews” bezeichnet. West empfiehlt dazu ein bis zwei Tage außerhalb der gewohnten Arbeitsumgebung zu verbringen und die Ziele, Rollen, Strategien und Prozesse im Hinblick auf eine effektive Arbeitsweise zu reflektieren. Ein angemessener Zeitpunkt liegt vor, wenn das Team eine wesentliche Arbeitsaufgabe abgeschlossen hat. Zudem sollten möglichst alle Mitglieder des Teams an dieser Maßnahme teilnehmen und eine strukturierte Planung im Vorfeld erstellt werden. Dabei sollte der Fokus auf einer Auswahl von Themen liegen, um diese tiefgreifend reflektieren zu können.[16]
- Die Bearbeitung aufgabenbezogener Probleme ist die dritte Intervention. Ist ein derartiges Problem aufgetreten sollte ein sogenannter Problemlösungs-Workshop stattfinden. Bedingung eines Problemlösungs-Workshop ist eine genaue Definition des aufgabenbezogenen Problems von Seiten der Teammitglieder. Zur gemeinsamen Diskussion des Problems sowie zur Erarbeitung von Verbesserungsmaßnahmen/Lösungsmaßnahmen sollten die Teammitglieder während ihrer Arbeit für den Problemlösungs-Workshop freigestellt werden. Darüber hinaus kann das Team durch einen Experten unterstützt werden. Zusätzliche Maßnahmen während des Problemlösungs-Workshops können die Vermittlung von Maßnahmen des kontinuierlichen Verbesserungsprozesses durch einen Experten sein.[17]
- Die vierte Intervention dient der Identifikation von Teamproblemen. Diese Intervention kann eingesetzt werden, sobald das Team ineffektiv arbeitet, jedoch kein Grund für die Ineffektivität festzustellen ist. Innerhalb dieser Intervention sollten die Teammitglieder das Problem sowie deren Ursache identifizieren und eine entsprechende Lösungsstrategie gemeinsam erarbeiten.[18]
- Innerhalb der fünften Intervention auf soziale Beziehungen im Team ist das Hauptziel die Schaffung eines positiven sozialen Klimas sowie das Wohlbefinden der Teammitglieder. Die Inhalte der Intervention konzentrieren sich auf die interpersonalen Beziehungen, die soziale Unterstützung, das Teamklima und die Konfliktbewältigung. Hierzu können den Teammitgliedern Techniken zur Konfliktbewältigung wie Fragetechniken oder Moderationstechniken vermittelt werden. Innerhalb eines Streitfalles sollen sie mittels bestimmter Fragen schlichtend eingreifen können. Außerdem werden die Teammitglieder in der Entwicklung ihrer Fähigkeiten unterstützt. Eine geeignete Maßnahme wäre in diesem Fall, die gegenseitige Identifikation und Analyse der Stärken und Schwächen jedes Teammitglieds sowie die Entwicklung individueller Verbesserungsmaßnahmen.[19]

## Teamdesign / Strukturmodell
Innerhalb der Personalwirtschaft wird auch die ressourcenorientierte Zusammenstellung von Teams aufgrund der zu erledigenden Aufgaben und vorhandener bzw. hinzu zukaufender Kompetenzen angewendet. Ausgehend davon, dass ein idealtypisches Arbeitsteam alle zur bedarfsgerechten Erledigung einer Arbeit erforderlichen Kompetenzen in sich vereinigen sollte, kann aufgrund geeigneter eignungsdiagnostischer Maßnahmen festgestellt werden, welche Ressourcen fehlen bzw. zu stark vertreten sind. Bekannt ist das Beispiel eines Teams, in dem es mehr als einen informellen Führer gibt sowie einen formellen Führer, der nicht personengleich ist mit dem informellen Führer. Fehlt gleichzeitig eine stetige bzw. gewissenhafte oder vermittelnde Instanz, werden überzufällig oft Konflikte ausgelöst, die das Arbeitsergebnis nachteilig beeinflussen.